# Omar Belatoui
Omar Belatoui (Orano, 4 settembre 1969) è un ex calciatore algerino, CT del MC Oran.

## Carriera

### Club
Ha sempre giocato per club di Oran, ricoprendo il ruolo da difensore del MC Oran, dal 1987 al 2000, per poi trasferirsi ai rivali dell'ASM. Dopo il ritiro dal calcio giocato, avvenuto nel 2003, ha intrapreso la carriera da allenatore.

### Nazionale
Con la Nazionale algerina ha preso parte alla Coppa d'Africa 1992 e alla Coppa d'Africa 1996.

## Palmarès

### Giocatore

#### Competizioni nazionali
- Campionato algerino: 3

MC Oran: 1987-1988, 1991-1992, 1992-1993